# Gare de Rive-de-Gier
Gare de Rive-de-Gier vasútállomás Franciaországban, Rive-de-Gier településen.

## Vasútvonalak
Az állomást az alábbi vasútvonalak érintik:
- Moret–Lyon-vasútvonal

## Kapcsolódó állomások
A vasútállomáshoz az alábbi állomások vannak a legközelebb:
- Gare de Givors-Ville (Lyon-Perrache pályaudvar)
- Gare de Saint-Chamond (Gare de Moret - Veneux-les-Sablons)